# Ceralocyna
Genre
Ceralocyna est un genre d'insectes coléoptères de la famille.

## Liste d'espèces
Selon BioLib (1 mai 2019) :
- Ceralocyna aliciae Hovore & Chemsak, 2005
- Ceralocyna amabilis Monné & Napp, 1999
- Ceralocyna coccinea Monné & Napp, 1999
- Ceralocyna cribricollis (Bates, 1885)
- Ceralocyna foveicollis (Buquet, 1854)
- Ceralocyna fulvipes Viana, 1971
- Ceralocyna marcelae Hovore & Chemsak, 2005
- Ceralocyna margareteae Martins & Galileo, 1994
- Ceralocyna militaris (Gounelle, 1911)
- Ceralocyna nigricollis (Gounelle, 1911)
- Ceralocyna nigricornis (Gounelle, 1911)
- Ceralocyna nigropilosa Monné & Napp, 1999
- Ceralocyna onorei Hovore & Chemsak, 2005
- Ceralocyna parkeri (Chemsak, 1964)
- Ceralocyna seticornis (Bates, 1870)
- Ceralocyna terminata (Buquet, 1854)
- Ceralocyna variegata Monné & Napp, 1999